# Camptopoeum simile
Camptopoeum simile är en biart som först beskrevs av Pérez 1895.  Camptopoeum simile ingår i släktet Camptopoeum och familjen grävbin. Inga underarter finns listade.